# Marquesado de Carrión de los Céspedes
El Marquesado de Carrión de Céspedes es un título nobiliario español creado por el rey Carlos II el 8 de noviembre de 1679 a favor de Juan Antonio de Céspedes-Lasso de la Vega, hijo del VII Señor de dicho lugar. 
Su nombre se refiere al municipio andaluz de Carrión de los Céspedes, en la provincia de Sevilla.

## Armas
En campo de oro, seis trozos de césped, de sinople, cargados de flores, de plata, puestos en dos palos de a tres.

## Señores de Carrión de los Céspedes
- Gonzalo de Céspedes, I Señor de Carrión;
- Pedro Céspedes, II Señor de Carrión de los Céspedes;
- Gonzalo de Céspedes, III Señor de Carrión de los Céspedes;
- Pedro de Céspedes, IV señor de Carrión de los Céspedes;
- García de Céspedes, V Señor de Carrión de los Céspedes;
- Juan de Céspedes, VI Señor de Carrión de los Céspedes;
- José de Céspedes, VII Señor de Carrión de los Céspedes;

## Marqueses de Carrión de los Céspedes
- Juan Antonio de Céspedes-Lasso de la Vega, I Marqués de Carrión de los Céspedes, (1679-1681);
- Isabel Catalina de Céspedes y Viana, II Marquesa de Carrión de los Céspedes, (1681-1634);
- Francisco de Paula de Céspedes, III Marqués de Carrión de los Céspedes;
- José Manuel de Céspedes y Céspedes, IV Marqués de Carrión de los Céspedes;
- José Manuel de Cáspedes López-Pintado, V Marqués de Carrión de los Céspedes;
- Joaquín Manuel de Céspedes, VI Marqués de Carrión de los Céspedes;
- José de Céspedes, VII Marqués de Carrión de los Céspedes;
- Francisco de Paula de Céspedes, VIII Marqués de Carrión de los Céspedes;
- Manuel de Céspedes y Suárez, IX Marqués de Carrión de los Céspedes;
- Carlota de Céspedes y Orozco, X Marquesa de Carrión de los Céspedes;
- Antonio de Quintanilla y Torres, XI Marqués de Carrión de los Céspedes;
- Antonio Quintanilla y Abaurrea, XII Marqués de Carrión de los Céspedes;
- Miguel de Bago y Quintanilla, XIII Marqués de Carrión de los Céspedes;
- Manuel de Bago y Quintanilla, XIV Marqués de Carrión de los Céspedes;
- María Luisa de Linares de Bago, XV Marquesa de Carrión de los Céspedes.
- Isabel Montoto de Linares, XVI Marquesa de Carrión de los Céspedes.

- Datos: Q6000045